# Zsófia Gottschall
Zsófia Gottschall (* 7. April 1978 in Budapest) ist eine ehemalige ungarische Biathletin und Skilangläuferin. Sie nahm an zwei Olympischen Winterspielen teil.
Zsófia Gottschall startete für Vasas Sport Club/KSI. Sie trat seit Ende der 1990er Jahre zunächst im Biathlon und im Skilanglauf an. Ihr erstes Biathlon-Weltcup-Rennen bestritt sie 1997 in Antholz und wurde 94. 1998 nahm sie in Jericho an den Junioren-Weltmeisterschaften teil und erreichte die Plätze 39 im Einzel und 49 im Sprint. 1999 folgten die ersten Einsätze in unterklassigen Rennen im Skilanglauf und schließlich die Teilnahme an der Nordischen Skiweltmeisterschaft 1999 in der Ramsau. 58 wurde sie über 15 Kilometer Freistil, 59 in der Verfolgung sowie 74. über 5 Kilometer Klassisch. Im Februar 2000 lief Gottschall in Lamoura Mouthe ihr erstes und zugleich einziges Rennen im Skilanglauf-Weltcup und erreichte einen 40. Rang in einem Rennen über 44 Kilometer. Dabei hatte sie etwa 50 Minuten Rückstand auf die Siegerin Stefania Belmondo. Danach konzentrierte sich die Ungarin mehr auf den Biathlonsport. Seit der Saison 2000/01 startete sie regelmäßig für zwei Saisonen im Weltcup. Im Rahmen der Biathlon-Weltmeisterschaften 2000 am Holmenkollen in Oslo erreichte sie mit dem Rängen 71 im Einzel und 72 im Sprint ihre besten Resultate. Bei den Olympischen Winterspielen 2002 nahm Gottschall im Skilanglauf teil und belegte die Plätze 54 im Sprint und 70 in der Verfolgung. 2003 startete sie einzig im Biathlon-Europacup und im Skilanglauf bei der Universiade in Tarvisio, wo sie im 5-Kilometer-Klassisch-Rennen 63. wurde. Seitdem startete sie ausschließlich im Biathlon.
In Oberhof nahm Gottschall 2004 an ihren zweiten Biathlon-Weltmeisterschaften teil. Im Einzel belegte sie dort den 77. Platz, im Sprint lief sie auf den 82. Rang. Im Jahr darauf nahm die Ungarin in Hochfilzen an ihrer dritten und letzten Biathlon-WM teil und erreichte im Sprint Rang 90. Letztes Großereignis wurden die Olympischen Winterspiele 2006, wo Gottschall als einzige ungarische Biathletin teilnahm und die Plätze 80 im Einzel und 82 im Sprint erreichte. Nach der Saison beendete sie ihre Karriere.

## Biathlon-Weltcup-Platzierungen
Die Tabelle zeigt alle Platzierungen (je nach Austragungsjahr einschließlich Olympische Spiele und Weltmeisterschaften).
- 1.–3. Platz: Anzahl der Podiumsplatzierungen
- Top 10: Anzahl der Platzierungen unter den ersten zehn (einschließlich Podium)
- Punkteränge: Anzahl der Platzierungen innerhalb der Punkteränge (einschließlich Podium und Top 10)
- Starts: Anzahl gelaufener Rennen in der jeweiligen Disziplin

| Platzierung | Einzel | Sprint | Verfolgung | Massenstart | Team | Staffel | Gesamt |
| ----------- | ------ | ------ | ---------- | ----------- | ---- | ------- | ------ |
| 1. Platz    |        |        |            |             |      |         |        |
| 2. Platz    |        |        |            |             |      |         |        |
| 3. Platz    |        |        |            |             |      |         |        |
| Top 10      |        |        |            |             |      |         |        |
| Punkteränge |        |        |            |             |      |         |        |
| Starts      | 11     | 28     |            |             |      |         | 39     |